# Jean-François Suarez
Ne doit pas être confondu avec Francisco Suárez, théologien jésuite espagnol.
Pour les autres personnalités de même nom de famille, voir Suarez.
Jean-François Suarez est un jésuite français qui enseigna la philosophie, puis la théologie, au collège de Clermont à Paris à la fin du XVIe siècle.

## Biographie
Il était originaire d'Avignon et appartenait à une célèbre famille dite « Suarez », « de Suarez » ou « de Suarès », dont plusieurs membres furent liés au clergé et à l'administration pontificale du Comtat Venaissin. À partir de 1580, il fut titulaire d'une des deux chaires de philosophie du collège de Clermont, maison parisienne des jésuites ; l'autre était confiée à l'Italien Jérôme Dandini. Ils furent en cette qualité, tous deux, les professeurs (entre autres) de François de Sales, qui faisait ses études à Paris à cette époque. Suarez enseigna aussi, quelques années plus tard, dans le même établissement, la théologie, étant à cet égard le collègue de Jean Chastelier de 1588 à 1590. Il commenta alors la Somme théologique de Thomas d'Aquin.
Il était provincial des jésuites en 1616 et visita alors en cette qualité le collège de Béziers, où il rencontra le jeune Jean-François Régis, qui sollicita auprès de lui son admission dans la Compagnie.
Il ne faut pas le confondre avec un autre jésuite contemporain bien plus connu, le théologien espagnol Francisco Suárez, qui n'a jamais enseigné à Paris. La confusion est entretenue par le fait qu'en latin on se réfère à tous deux par la forme « Franciscus Suarez ».